# 鼻中隔穿孔
鼻中隔穿孔（びちゅうかくせんこう）とは、
鼻の左右を隔てる鼻中隔に穴が空く症状である。特に鼻中隔湾曲症の人に多く見られる。

## 原因と症状
主に外傷が繰り返されると起こる。また、６価クロムにより起こることも知られている。
鼻中隔湾曲症の人で鼻づまりがひどく、無意識のうちに鼻中隔を傷つけてしまい発症するケースが多い。症状はただ穴が空くだけではなく、異常なまでの回数の鼻血や、巨大なかさぶたが出来る。

## 治療
特に重症の場合以外治療の必要はないが、あまりにもかさぶたや鼻血の回数が多い場合は鼻中隔の湾曲矯正と共に穿孔の閉鎖手術が必要となる。